# Station Høn
Station Høn (Noors:  Høn stoppested) is een halte in Høn in de gemeente Asker in fylke Viken  in  Noorwegen. De halte  werd geopend in 1930 en ligt aan Drammenbanen. Høn wordt bediend door lijn L1, de stoptrein die pendelt tussen Spikkestad en Lillestrøm.